# 松本郵便局
松本郵便局（まつもとゆうびんきょく）
- 長野県松本市にある郵便局。本記事にて記述する。
- 沖縄県沖縄市にある郵便局。局番号は70164。

松本郵便局（まつもとゆうびんきょく）は、長野県松本市にある郵便局。民営化前の分類では集配普通郵便局であった。

## 概要
住所：〒390-8799 長野県松本市中央2-7-5

### 併設施設
- ゆうちょ銀行松本店（長野支店松本出張所）：取扱店番号110020
- なお、かんぽ生命保険松本支店は、当局併設ではなく深志二丁目の昭和センタービル（当局の南西約200m）内に設置されている。

### 分室
分室はなし。かつて存在した分室は以下のとおり。
- 保険分室 - 1951年（昭和26年）に廃止。

## 沿革
- 1872年8月4日（明治5年7月1日） - 松本郵便取扱所として開設[1]。
- 1873年（明治6年） - 松本郵便役所となる[1]。
- 1875年（明治8年）1月1日 - 松本郵便局（二等）となる。翌日より為替取扱を開始[1]。
- 1876年（明治9年） - 南深志ノ内松本郵便局に改称[1]。
- 1879年（明治12年） - 貯金取扱を開始[1]。
- 1880年（明治13年）11月 - 松本郵便局に改称[1]。
- 1889年（明治22年）9月1日 - 松本郵便電信局となる[1]。
- 1903年（明治36年）4月1日 - 通信官署官制の施行に伴い松本郵便局となる[1]。
- 1908年（明治41年）3月6日 - 電話交換業務を開始[2]。
- 1929年（昭和4年）8月1日 - 保険分室を南深志本町に設置[3]。
- 1935年（昭和10年）8月1日 - 保険分室を大字南深志字本町から大字南深志字小池町に移転[4]。
- 1941年（昭和16年）9月29日 - 保険分室を大字南深志字小池町から大字南深志字小池町645番地に移転[5]。
- 1947年（昭和22年）12月11日 - 郵便局で取り扱う電話通話事務を除く電話事務を松本電話局に移管[6]。
- 1951年（昭和26年）10月27日 - 保険分室を廃止[7]。
- 1956年（昭和31年）11月1日 - 電話通話および和文電報受付事務の取扱を開始。
- 1961年（昭和36年）11月 - 局舎新築落成。
- 1992年（平成4年）8月3日 - 外国通貨の両替および旅行小切手の売買に関する業務取扱を開始。
- 2007年（平成19年）10月1日 - 民営化に伴い、併設された郵便事業松本支店、ゆうちょ銀行松本店に一部業務を移管。
- 2012年（平成24年）10月1日 - 日本郵便株式会社発足に伴い、郵便事業松本支店を松本郵便局に統合。
- 2017年（平成29年）3月7日 - ゆうゆう窓口の24時間営業を廃止。
- 2025年（令和7年）2月17日 - 浅間温泉郵便局から集配業務を移管。

## 取扱内容

### 松本郵便局
- 郵便、印紙、ゆうパック、内容証明
- 生命保険、バイク自賠責保険、自動車保険、がん保険、引受条件緩和型医療保険
- 「390-08xx」「390-03xx」区域（松本市の一部）の集配業務
- ゆうゆう窓口

### ゆうちょ銀行松本店
- 貯金、貸付、為替、振替、振込、国際送金、外貨両替、国債、投資信託、変額年金保険
- ATM

## 風景印
- 図案は国宝『松本城』・『松本てまり』・『北アルプス槍ヶ岳』
- 使用開始日は1981年（昭和56年）3月26日

### 過去の風景印
- ？ - 1981年（昭和56年）3月25日
  - 図案は国宝『松本城』・『登山者』・『北アルプス』

## 周辺
- まつもと市民芸術館
- 松本市美術館
- 松本PARCO
- 国道143号

## アクセス
- JR篠ノ井線・大糸線、アルピコ交通上高地線 松本駅（正面口）から徒歩約9分
- アルピコ交通バス 本町停留所下車
- 長野自動車道 松本ICから東へ約3km
- 駐車場あり：15台